# Caio Servílio Tuca
Caio Servílio Tuca (em latim: Caius Servilius Tucca) foi um político da gente Servília da República Romana, eleito cônsul em 284 a.C. com Lúcio Cecílio Metelo Denter.

## Consulado (284 a.C.)
Foi eleito cônsul em 284 a.C. com Lúcio Cecílio Metelo Denter. Neste ano, os romanos foram derrotados pelos gauleses sênones de Britomaro na Batalha de Arrécio e Metelo Denter foi morto em combate.